# 麦金托什 (雨衣)
麦金托什（英語：Mackintosh）是一種防水外套或雨衣，得名于发明防水材料的苏格兰化學家查尔斯·麦金托什，雨衣面料用煤焦油、清油与橡胶溶液粘合两层橡胶而不透水。